# پپا پیگ
پپا پیگ (انگلیسی: Peppa Pig) نام یک مجموعه پویانمایی تلویزیونی برای کودکان پیش‌دبستانی است که توسط «نویل استلی» و «مارک بیکر» خلق شده است. اولین قسمت آن در ۳۱ مه ۲۰۰۴ توسط «انترتینمنت وان» روی آنتن رفت و تاکنون در بیش از ۱۸۰ کشور جهان نیز پخش شده‌است.